# شاهراه (غناباد)
شاهراه (بالفارسية: شاهراه) هي قرية تقع في قسم كاخك الريفي في إيران. يقدر عدد سكانها بـ 23 نسمة .